# Vinasat-2
Vinasat-2 — вьетнамский телекоммуникационный спутник эксплуатируемые компанией Vietnam Posts and Telecommunications Group, Аппарат был выведен на орбиту ракета-носителем Ариан-5 ECA вместе со спутником связи JCSAT 13, старт был произведён 15 мая 2012 в 22:13:00 UTC.

## Описание
Vinasat-2 был разработан Lockheed Martin на базе платформы A2100A. Масса спутника — всего 2969 кг. В качестве полезной нагрузки он несёт 24 Ku-диапазона. Ожидается, что спутник прослужит как минимум 15 лет.